# Denean Howard
Denean Elizabeth Howard-Hill (Sherman, 5 ottobre 1964) è un'ex velocista statunitense.

## Biografia
Specializzata nei 400 metri piani, ha vinto, seppur partecipando solo in batteria, la medaglia d'oro nella staffetta 4×400 metri ai Giochi olimpici di Los Angeles 1984.
Vinse altre due medaglie, entrambe d'argento, sempre nella staffetta 4×400 m alle due successive edizioni delle Olimpiadi.

## Palmarès
| Anno | Manifestazione      | Sede         | Evento      | Risultato | Prestazione | Note                        |
| ---- | ------------------- | ------------ | ----------- | --------- | ----------- | --------------------------- |
| 1984 | Giochi olimpici     | Los Angeles  | 4×400 m     | Oro       | 3'18"29     | Record olimpico             |
| 1987 | Mondiali            | Roma         | 4×400 m     | Bronzo    | 3'21"04     |                             |
| 1987 | Giochi panamericani | Indianapolis | 400 m piani | Bronzo    | 50"72       |                             |
| 1987 | Giochi panamericani | Indianapolis | 4×400 m     | Oro       | 3'23"35     |                             |
| 1988 | Giochi olimpici     | Seul         | 400 m piani | 6ª        | 51"12       |                             |
| 1988 | Giochi olimpici     | Seul         | 4×400 m     | Argento   | 3'15"51     | Record nord-centroamericano |
| 1992 | Giochi olimpici     | Barcellona   | 4×400 m     | Argento   | 3'20"92     |                             |